# Soft2Bet
 (août 2025).
 (août 2025).
 (août 2025).
Motif : page de pub pour une entreprise peu connue.
- Archive Wikiwix
- Bing
- Cairn
- DuckDuckGo
- E. Universalis
- Gallica
- Google
- G. Books
- G. News
- G. Scholar
- Persée
- Qwant
- (zh) Baidu
- (ru) Yandex
- (wd) trouver des œuvres sur Wikidata

| 1. | Préciser le motif de la pose du bandeau. | Précisez le motif de la pose du bandeau en utilisant la syntaxe suivante : {{admissibilité à vérifier\|date=août 2025\|motif=remplacez ce texte par le motif}}                |
| 2. | Informer les utilisateurs concernés.     | Pensez à avertir le créateur de l'article, par exemple, en insérant le code ci-dessous sur sa page de discussion : {{subst:avertissement admissibilité à vérifier\|Soft2Bet}} |

Soft2Bet est une société technologique spécialisée dans l’iGaming, fondée en 2016 par Uri Poliavich et basée à Malte. Elle opère dans le casino en ligne et les paris sportifs, proposant notamment des plateformes clés en main et des outils de gamification innovants.

## Historique
En 2019, Soft2Bet obtient la certification ISO 27001, gage de conformité aux standards internationaux de gestion de la sécurité de l’information,.
En juillet 2024, l'entreprise lance Soft2Bet Invest, un fonds d’innovation iGaming de 50 millions d’euros destiné à soutenir startups et jeunes entreprises du secteur,,.

## Marques
Soft2Bet gère plusieurs marques de casinos en ligne et de paris sportifs locales, dont : Betinia, Yoyocasino, Campobet, Tooniebet, Quickcasino, Don.ro, Elabet, Winota,.

## Licences et marchés
Soft2Bet détient 19 licences dans 12 juridictions réglementées, dont : Danemark, Grèce, Irlande, Italie, Malte, Mexique, Ontario (Canada), Roumanie, Espagne, Suède.

## Technologie et produits
L’offre B2B de Soft2Bet inclut: 
- Plateforme de gamification MEGA[11],[12],[13].
- Système PAM (Player Account Management)[14],[15].

## Partenariats
Soft2Bet collabore avec de nombreux partenaires de contenu et de paiement:
- Fournisseurs de jeux : Playson, Betsoft, Merkur Gaming, Iron Dog Studio, PG Soft, ORYX Gaming, Kalamba Games, et autres.
- Méthodes de paiement : Visa, Mastercard, Skrill, Neteller, Klarna, Trustly, Pix, MiFinity, Paysafecard, AstroPay, Interac, Bitcoin Cash, et autres.

## Engagement sociétal et philanthropie
Depuis 2024, Soft2Bet apporte un soutien financier régulier à la fondation Puttinu Cares, une organisation non gouvernementale maltaise qui assiste les patients et leurs familles se rendant à l’étranger pour des traitements médicaux. L’entreprise verse 10 000 € par mois, ce qui permet à la fondation d’offrir un hébergement gratuit au Royaume-Uni aux enfants, adolescents et adultes maltais nécessitant des soins médicaux lourds.
Chaque mois, entre 60 et 90 familles de Malte se rendent au Royaume-Uni pour se faire soigner. Les contributions de Soft2Bet ont permis de soutenir environ 120 familles en 2024, en couvrant l’entretien des appartements, la maintenance, les charges et les coûts opérationnels. Ce partenariat a contribué à alléger la charge financière pesant sur les familles, permettant à Puttinu Cares de se concentrer sur l’accompagnement émotionnel et logistique durant les périodes de maladie grave.
En 2024, l’entreprise a mené 28 programmes RSE, soutenu 34 organisations et versé plus d’1 million d’euros à des causes sociales.

## Récompenses et distinctions
- MiGEA Awards (2021) – Best Online Casino Product[19]
- SiGMA Europe (2022) – Platform of the Year
- SBC Awards (2023) – Platform Provider of the Year, Northern European Operator of the Year
- EGR Nordics (2024) – In-House Innovation of the Year[20]
- iGaming Sword Awards (2024) – Turnkey Supplier of the Year[21]
- B2B SiGMA Europe Awards (2024) – Unique Selling Point (MEGA platform)[22]
- SBC Awards (2024) – Innovation in Mobile, Innovation in Casino Entertainment, Leader of the Year (Uri Poliavich)[23]